# Xiaohe (Guiyang)
Xiaohe (chinesisch 小河区, Pinyin Xiǎohé Qū) ist ein ehemaliger chinesischer Stadtbezirk der Innenstadt der bezirksfreien Stadt Guiyang, der Hauptstadt der Provinz Guizhou im Südwesten der Volksrepublik China. Er hatte eine Fläche von 63,13 Quadratkilometern und zählte im Jahre 2012 etwa 162.800 Einwohner. 2012 wurde Xiaohe als eigenständiger Stadtbezirk aufgelöst und in den Stadtbezirk Huaxi integriert.
Die Bevölkerungszählung des Jahres 2000 hatte eine Gesamtbevölkerung von 142.987 Personen in 43.548 Haushalten ergeben, davon 75.829 Männer und 67.158 Frauen. Die gleiche Bevölkerungszählung ergab, dass 28.113 Personen unter 14 Jahren, 107.482 Personen zwischen 15 und 64 Jahren und 7392 Personen über 65 Jahren in Xiaohe lebten.

## Administrative Gliederung
Xiaohe bestand auf Gemeindeebene per Volkszählung im Jahr 2000 aus zwei Großgemeinden namens Xiaohe (小河镇) und Jinzhu (金竹镇). Bei seiner Auflösung im Jahre 2012 bestand Xiaohe aus zwölf Einwohnergemeinschaften namens Xinglong (兴隆社区), Ruihua (瑞华社区), Qingpu (清浦社区), Qianjiang (黔江社区), Pingqiao (平桥社区), Hangtian (航天社区), Hangkong (航空社区), Jinxin (金欣社区), Huanghe (黄河社区), Sanjiang (三江社区), Xiaomeng (小孟社区), Jinzhu (金竹社区).